# 양병
양병(楊秉, 92년 ~ 165년)은 후한 중기 ~ 후기의 관료로, 자는 숙절(叔節)이며 홍농군 화음현(華陰縣) 사람이다. 태위 양진의 아들이다.

## 생애
40여 세에 사공에게 벽소(辟召)되어 시어사(侍御史)가 되었고, 누차 지방으로 파견되어 예주·형주·서주·연주자사를 지내고 임성상으로 전출되었다. 지방관을 지내는 동안 양병은 녹봉을 받은 날짜를 계산하여, 초과하여 받은 금액은 모두 관아에 반납하였다. 옛 관리들이 백만 전을 바치니 문을 걸어잠그고 받지 않아, 청렴함으로 명성을 떨쳤다.
환제 즉위 후 태중대부·좌중랑장(左中郞將)·시중(侍中)·상서(尙書)를 역임했다. 하루는 환제가 하남윤 양윤의 관아를 사사로이 들렀는데, 양병은 이를 간하였으나 환제가 듣지 않으니 병을 핑계로 사임을 청하였고, 곧 우부풍으로 발령되었다. 이를 애석하게 여긴 태위 황경은 환제에게 양병을 내보내지 말 것을 간청하였고, 덕분에 발령이 취소되어 광록대부로 전임되었다.
아들 양사·손자 양표 모두 삼공에 이르렀다.

## 출전
- 범엽, 《후한서》 권5 효안제기·권54 양진열전